# Stalniwzi
Stalniwzi (ukrainisch Стальнівці; russisch Стальновцы Stalnowzy, rumänisch Stălinești) ist ein Dorf im Süden der ukrainischen Oblast Tscherniwzi mit 1942 Einwohnern (2015).
Es liegt auf einer Höhe von 159 m 6 km nördlich vom Gemeindezentrum Mamalyha, 28 km nordöstlich vom ehemaligen Rajonzentrum Nowoselyzja und 50 km östlich vom Oblastzentrum Czernowitz. Durch das Dorf verläuft die Territorialstraße T–26–10.
Am 12. August 2015 wurde das Dorf ein Teil neu gegründeten Landgemeinde Mamalyha im Rajon Nowoselyzja, bis dahin bildete es die Landratsgemeinde Stalniwzi (Стальнівська сільська рада/Stalniwska silska rada) im Osten des Rajons.
Seit dem 17. Juli 2020 ist der Ort ein Teil des Rajons Dnister.
In dem erstmals 1432 schriftlich erwähnten Dorf befindet sich das Kloster St.-Athanasius-von-Athos der Eparchie Czernowitz–Bukowina der Ukrainisch-Orthodoxen Kirche (Чернівецько-Буковинська єпархія УПЦ). Außerdem gibt es im Dorf ein Haus der Kultur von 1950 und eine 1864 erstmals erwähnte Sekundarschule.
Zu Beginn der 1970er Jahre hatte das Dorf 2292 Bewohner und bei der letzten Volkszählung im Jahr 2001 besaß das Dorf 2104 Einwohner.